# Mścisław Izjasławicz (książę kijowski)
Mścisław II (ukr. Мстислав II Ізяславич, ros. Мстислав Изяславич, ur. między 15 kwietnia 1132 a 1135, zm. 19 sierpnia 1170 r.), książę perejasławski, włodzimierski oraz wielki książę kijowski (1167–1169, 1170). 
Był synem Izjasława II Pantelejmona, wielkiego księcia kijowskiego.

## Życiorys
Razem z ojcem brali udział w bitwach przeciwko Jerzemu I Dołgorukiemu oraz książętom czernihowskim. Po początkowych zwycięstwach nad Połowcami w 1153, został przez nich pobity nad Psiołem. Dołgoruki zmusił go do ucieczki do Polski w 1155, ale następnego roku Mścisław wrócił z nową armią i zwyciężył Dołgorukiego pod Włodzimierzem. Dołgoruki zmarł w 1157 i Mścisław uzyskał tron księstwa włodzimierskiego.

## Rodzina
Między 1149 a 1151 Mścisław II poślubił Agnieszkę, córkę Bolesława III Krzywoustego. Mieli trzech potwierdzonych synów. Spory tyczą pierworodnego syna Mścisława, Światosława, który przez część badaczy uważany jest za dziecko pozamałżeńskie. Wśród nich byli:
- Światosław Mścisławicz (ur. ?, zm. ok. 1183) – książę brzeski,
- Roman II Halicki (ur. w okr. 1155–1162, zm. 19 czerwca 1205),
- Wsiewołod Wołyński (ur. ?, zm. w kwietniu 1195) – książę bełski, włodzimierski,
- Włodzimierz (ur. ?, zm. 1173).

## Genealogia
| Mścisław I Harald ur. II 1076 zm. 15 IV 1132 | Mścisław I Harald ur. II 1076 zm. 15 IV 1132 |                                                 |                                                 | Krystyna ur. ? zm. ? | Krystyna ur. ? zm. ? |  |  | NN ur. ? zm. ? | NN ur. ? zm. ? |                   |                   | NN ur. ? zm. ? | NN ur. ? zm. ? |
|                                              |                                              |                                                 |                                                 |                      |                      |  |  |                |                |                   |                   |                |                |
|                                              |                                              |                                                 |                                                 |                      |                      |  |  |                |                |                   |                   |                |                |
|                                              |                                              | Iziasław II Pantelejmon ur. 1096 zm. 13 XI 1154 | Iziasław II Pantelejmon ur. 1096 zm. 13 XI 1154 |                      |                      |  |  |                |                | NN ur. ? zm. 1151 | NN ur. ? zm. 1151 |                |                |
|                                              |                                              |                                                 |                                                 |                      |                      |  |  |                |                |                   |                   |                |                |
|                                              |                                              |                                                 |                                                 |                      |                      |  |  |                |                |                   |                   |                |                |
|                                              |                                              |                                                 |                                                 |                      |                      |  |  |                |                |                   |                   |                |                |

|                                                   |                                                   | Agnieszka ur. 1137 zm. po 1182 OO koniec 1149–1151 | Agnieszka ur. 1137 zm. po 1182 OO koniec 1149–1151 | Mścisław Izjasławicz (ur. 15 IV 1132 – 1135 zm. 19 VIII 1170) | Mścisław Izjasławicz (ur. 15 IV 1132 – 1135 zm. 19 VIII 1170) |                                                       |                                                       |  |  |
|                                                   |                                                   |                                                    |                                                    |                                                               |                                                               |                                                       |                                                       |  |  |
|                                                   |                                                   |                                                    |                                                    |                                                               |                                                               |                                                       |                                                       |  |  |
|                                                   | ?                                                 |                                                    |                                                    |                                                               |                                                               |                                                       |                                                       |  |  |
| Światosław ur. kon. 1154–pocz. 1155 zm. 1182-1184 | Światosław ur. kon. 1154–pocz. 1155 zm. 1182-1184 | Roman ur. kon. 1155–1156 zm. 19 VI 1205            | Roman ur. kon. 1155–1156 zm. 19 VI 1205            | Wsiewołod ur. 1157–1162 zm. IV 1195                           | Wsiewołod ur. 1157–1162 zm. IV 1195                           | Włodzimierz ur. 1158–1167 zm. kon. VIII-pocz. IX 1170 | Włodzimierz ur. 1158–1167 zm. kon. VIII-pocz. IX 1170 |  |  |